# Alberto Pérez Dayán
Alberto Gelacio Pérez Dayán (Ciudad de México, 13 de diciembre de 1960) es un jurista mexicano que desde el 3 de diciembre de 2012 funge como Ministro de la Suprema Corte de Justicia de la Nación en México, propuesto por el presidente Felipe Calderón Hinojosa. Se encuentra adscrito a la Segunda Sala del máximo tribunal.

## Biografía
Entre 1978 y 1983, estudió la licenciatura en derecho en la Universidad La Salle, de la cual se tituló en 1984. Cuenta con la especialidad en Derecho de Amparo por la Universidad Panamericana. Se especializó en las materias referentes al Amparo, Derecho Constitucional y Administrativo. Sus estudios de maestría y doctorado en la Universidad Nacional Autónoma de México, último grado que obtuvo en el año de 1992 con la tesis Teoría General del Acto Administrativo.
Realizó una larga carrera dentro del poder judicial federal en donde llegó a detentar los cargos de secretario de estudio y cuenta del pleno y de la cuarta sala de la Suprema Corte de Justicia de la Nación, juez primero de distrito en el estado de Yucatán, juez quinto de distrito en materia penal en el D. F., magistrado del primer tribunal colegiado del décimo cuarto circuito, y magistrado del octavo tribunal colegiado en materia civil del Primer Circuito, estos últimos con sede también en el Distrito Federal. Al momento de ser propuesto en la última terna para elegir ministro de la suprema corte detentaba el puesto de magistrado propietario en el séptimo tribunal colegiado en materia administrativa del primer circuito.
Se ha desempeñado como catedrático en la UNAM, en la Universidad Autónoma de Yucatán y en el Instituto de la Judicatura Federal.
En el año 2010, tras la muerte del ministro José de Jesús Gudiño Pelayo, Pérez Dayán formó parte de la segunda terna propuesta por el presidente de la República para ocupar el puesto vacante junto Jorge Higuera Corona y Jorge Mario Pardo Rebolledo, en la cual el Senado se inclinó por elegir a este último en una votación llevada a cabo el 10 de febrero de 2011.
Al acercarse la expiración del tiempo del cargo de los ministros Salvador Aguirre Anguiano y Guillermo Ortiz Mayagoitia el presidente Felipe Calderón propuso las correspondientes ternas con tres posibles candidatos para reemplazarlos. Para sustituir al primero, el 10 de octubre de 2012, fue enviada una terna que incluía al magistrado Pérez Dayán así como a los magistrados Pablo Vicente Monroy y Andrea Zambrana, misma que fue rechazada por el Senado para ambos puestos.
Presidencia envió segundas ternas, en donde también se listó a Pérez Dayán, pero en esta ocasión para cubrir el puesto de Ortiz Mayagoitia, en esta ocasión sus competidores eran Rosa Elena González Tirado y Julio César Vázquez-Mellado García. El 22 de noviembre de 2012 el Senado eligió por 104 votos a favor al magistrado Pérez Dayán como nuevo ministro de la Suprema Corte, tomando protesta el 27 de noviembre y asumiendo su cargo el 3 de diciembre quedando adscrito a la segunda sala del más alto tribunal mexicano.

## Obras
- Pérez Dayán, Alberto (2007). Ley de Amparo (16a. edición). México: Porrúa. ISBN 970-07-7316-7.
- — (2003). Teoría general del acto administrativo (1a. edición). México: Porrúa. ISBN 978-607-09-0539-1.